# عبدالله بن عبدالعزیز آل سعود
ملک عبدالله بن عبدالعزیز بن عبدالرحمن بن فیصل بن ترکی بن عبدالله بن محمد بن سعود بن محمد بن مقرن آل سعود (زاده ۱ اوت ۱۹۲۴ – درگذشته ۲۳ ژانویه ۲۰۱۵)، فرزند دوازدهم عبدالعزیز بن عبدالرحمن آل سعود، بنیان‌گذار عربستان سعودی، و ششمین پادشاه این کشور از خاندان آل سعود در سال‌های ۲۰۰۵–۲۰۱۵ بود. او با ۴ پادشاه پیش از خود (ملک سعود، ملک فیصل، ملک خالد و ملک فهد) و پادشاه پس از خود (پادشاه کنونی، ملک سلمان) برادر می‌باشد.
پس از وفات ملک عبدالله، برادر ناتنی‌اش ملک سلمان به پادشاهی عربستان سعودی رسید. طبق گزارش فوربز، در سال ۲۰۱۳، وی هشتمین فرد قدرتمند جهان بوده است.
ملک عبدالله مانند ملک فهد، یکی از فرزندان ملک عبدالعزیز، بنیان‌گذار عربستان بود. وی در بزرگسالی خود پست‌های سیاسی مهمی را برعهده داشته است. در سال ۱۹۶۱ وی اولین پست دولتی خود، شهرداری مکه، را دریافت کرد. در سال ۱۹۶۲، وی به فرماندهی گارد ملی عربستان منصوب شد و تا زمانی که به پادشاهی رسید، هنوز عهده‌دار این پُست بود. همچنین، در سال ۱۹۸۲، وقتی ملک فهد به سلطنت رسید، وی به‌عنوان قائم مقام وزیر دفاع و ولیعهد عربستان سعودی منصوب شد. پس از اینکه ملک فهد در سال ۱۹۹۵ دچار سکتهٔ مغزی شد، وی به‌طور غیررسمی پادشاه شد و ۱۰ سال بعد رسماً به پادشاهی رسید.
ملک عبدالله در زمان سلطنتش، روابط نزدیکی با ایالات متحده و بریتانیا داشت و میلیاردها دلار تجهیزات نظامی از آن‌ها خریداری نمود. وی همچنین به زنان اجازهٔ رأی دهی و شرکت در بازی‌های المپیک داد. علاوه‌براین وی وضع موجود کشورش را در جریان اعتراضات سال۲۰۱۱ که متأثر از بهار عربی بود، حفظ کرد. در نوامبر ۲۰۱۳، یک گزارش از بی‌بی‌سی ادعا می‌کرد که عربستان ممکن است در آینده سلاح‌های اتمی را از پاکستان، که روابط دیرینه‌ای با عربستان داشت، بگیرد.
ملک عبدالله در زمان مرگ دو ولیعهدش، زنده بود. در پی مرگ سلطان بن عبدالعزیز، وزیر داخلهٔ محافظه کار نایف بن عبدالعزیز به عنوان ولیعهد انتخاب شد، ولی نایف نیز در ژوئن ۲۰۱۲ وفات یافت. وی پس از آن سلمان بن عبدالعزیز ۷۶ ساله که وزیر دفاع وقت بود را به‌عنوان ولیعهدش انتخاب کرد. طبق یک گزارش که در سال ۲۰۰۱ منتشر شد، ملک عبدالله «چهار همسر، هفت پسر و ۱۵ دختر» داشت. او حدود حدود ۱۸میلیارد دلار آمریکا ثروت شخصی داشت که جایگاه سوم ثروتمندترین رهبران سیاسی دنیا از آن خود می‌کند.

## سال‌های ابتدایی زندگی
عبدالله بن عبدالعزیز در اول اوت ۱۹۲۴ (۱۰ مرداد ۱۳۰۳) متولد شد. او دهمین فرزند ملک عبدالعزیز بود. دربارهٔ محل تولد وی اختلاف نظراتی وجود دارد. مادرش، فهده بنت العاصی بن شریم، از آل رشید، رقیب دیرینهٔ آل سعود، بود. مادرش از قبیلهٔ قدرتمند شمّر و فرزند رئیس سابق قبیله، عاصی شریم، بود. وی وقتی عبدالله شش ساله بود فوت کرد. عبدالله شش خواهر تنی کوچک‌تر از خود داشت. مضاوی الرشید استدلال می‌کند که اقوام مادری و همچنین تجربهٔ اختلالات گفتاری زودرس وی مانع از رشد وضعیتی وی همراه با دیگر فرزندان سلطان عبدالعزیز شدند.

## فرماندهی گارد ملی
در سال ۱۹۶۳، وی به فرماندهی گارد ملی عربستان سعودی (SANG) منصوب شد. این پُست به وی اجازه داد جایگاهش را در خاندان آل سعود تثبیت کند. گارد ملی عربستان، که بر پایهٔ اِخوان (Ikhwan) بود، تحت فرماندهی وی به یک نیروی نظامی مدرن تبدیل شد.

## معاون‌دومی نخست‌وزیر
عبدالله از سال ۱۹۷۵ معاون دوم نخست‌وزیر بوده است؛ پُستی که در عربستان به ولیعهد بعدی تعلق می‌گیرد. از سال ۱۹۸۲ میلادی ولیعهد عربستان شد. البته وی از سال ۱۹۹۵ و پس از بیماری و زمین‌گیر شدن ملک فهد، عملاً تمامی اختیارات یک پادشاه را در دست گرفت. وی همچنین ریاست هیئت وزیران و فرماندهی گارد ملی عربستان سعودی را نیز عهده‌دار بود.

## پادشاهی عربستان

### جانشینی

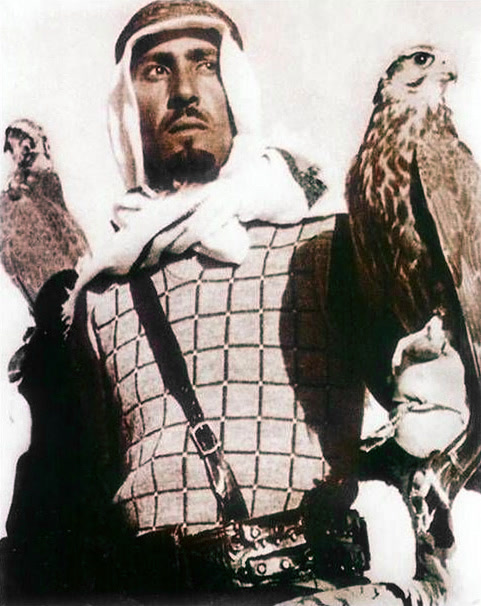
عبدالله بن عبدالعزیز در جوانی

عبدالله، درحالی‌که ۹۰ سال سن داشت و برادر ناتنی و ولیعهد او شاهزاده سلطان بن عبدالعزیز، که هشتادساله بود، زودتر از او درگذشت. کسی که بعد از شاهزاده سلطان توانست به ولیعهدی برسد، شاهزاده نایف بن عبدالعزیز بود که دو سال از شاهزاده سلطان جوان‌تر بود. اما شاهزاده نایف، دومین ولیعهد عبدالله نیز در شانزدهم ژوئن ۲۰۱۲ میلادی درگذشت. پس از مرگ نایف، برادرش، سلمان بن عبدالعزیز به‌عنوان ولیعهد پادشاهی سعودی انتخاب شد.
طبق وصیت ملک عبدالعزیز، برادر بزرگ‌تر ولیعهد خواهد بود و درصورت استنکاف، نوبت به برادر بزرگ‌تر بعدی می‌رسد. این شیوهٔ گزینشِ سنتی در زمان ملک عبدالله پس از مرگ سلطان بن عبدالعزیز، برادر و اولین ولیعهد وی با ایجاد «هیئت بیعت» به‌هم خورد و عبدالله براساس رایزنی شورایی نایف بن عبدالعزیز و پس از مرگِ نایف، سلمان بن عبدالعزیز را حتی بدون رایزنی به ولیعهدی برگزید.

### روابط با ایران
ملک عبدالله خواستار حملهٔ نظامیِ ایالات متحده آمریکا به ایران و متوقف کردن برنامه هسته‌ای ایران بوده است. او در آوریل ۲۰۰۸ به ریان کروکر سفیر ایالات متحده در عراق و ژنرال دیوید پترائوس گفته بود «سر افعی را قطع کنید». سفیر عربستان در واشینگتن، عادل الجبیر، از توصیه‌های مکرّرِ ملک عبدالله به آمریکا دربارهٔ حملهٔ نظامی به ایران و متوقف کردن برنامه هسته‌ای این کشور یاد کرده است. پس از انتخاب حسن روحانی به‌عنوان رئیس دولت یازدهم ایران، عبدالله بن عبدالعزیز در پیامی به وی، پیروزی وی را تبریک گفت. جالب اینکه وزیر امور خارجه ایران محمدجواد ظریف در مراسم تدفین عبدالله بن عبدالعزیز حضور داشت.

## اقتصاد نفت

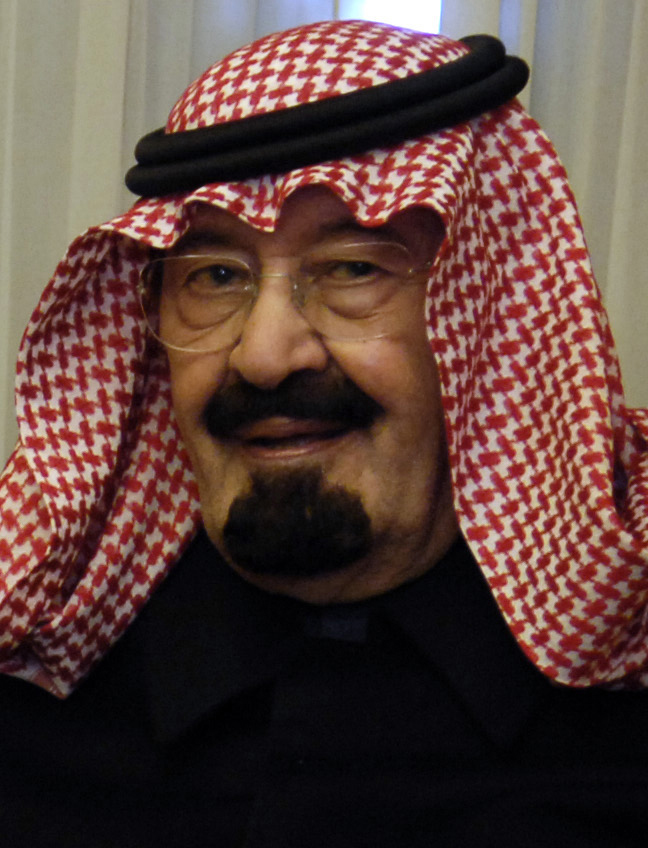

درآمدهای نفتی عربستان در دوره ملک عبدالله باعث شد تا وی از موج بهار عربی در امان بماند.
حمایت‌های مالی از دانشجویان سعودی در خارج از کشور، از بزرگ‌ترین اقدامات عربستان سعودی در دوره ملک عبدالله بود. تأسیس شهرک‌های صنعتی برای تبدیل آن‌ها به مراکزی که عدم‌وابستگی به پول نفت را امکانپذیر می‌کنند و ساخت دانشگاه‌هایی در این شهرک‌ها برای توسعه تحقیقات از دیگر اقدامات در این دوره بود.

## بیماری و مرگ
ملک عبدالله در هفته‌های اواخر عمرش (۳ هفته) به علت ابتلا به عفونت ریه (ذات الریه) در بیمارستان بستری بود و سرانجام در بامداد روز جمعه ۳ بهمن ۱۳۹۳ خورشیدی در سن ۹۰ سالگی در شهر ریاض درگذشت. اعلام خبر مرگ وی در نخستین ساعات روز جمعه از تلویزیون رسمی عربستان سعودی صورت گرفت و جنازه وی در همان روز در قبرستان العود ریاض دفن شد.

## واکنش‌ها به مرگ وی
- محمود عباس، رئیس تشکیلات خودگردان فلسطین، سه روز عزای عمومی در سرزمین‌های فلسطینی اعلام کرد.[۲۵]
- ملک عبدالله دوم، پادشاه اردن نیز به‌مناسبت مرگ عبدالله بن عبدالعزیز آل سعود پادشاه عربستان، در اردن «چهل روز عزای عمومی» اعلام کرد.[۲۶]
- رئیس‌جمهوری مصر و پادشاه اردن، عبدالفتاح سیسی و ملک عبدالله دوم، سفر خود به نشست جهانی اقتصاد در داووس را برای شرکت در مراسم خاکسپاری پادشاه عربستان سعودی نیمه‌کاره گذاشتند.
- باراک اوباما، رئیس‌جمهوری ایالات متحده، ساعتی پس از اعلام خبر درگذشت ملک عبدالله، او را رهبری رک توصیف کرد که در مورد باورهای خود شجاعت داشت.
- جرج بوش، رئیس‌جمهوری پیشین ایالات متحده، نیز پادشاه درگذشته عربستان را «دوست و شریکی عزیز» خطاب کرده است.
- دیوید کامرون، نخست‌وزیر بریتانیا، دیگر هم‌پیمان نزدیک غرب به ریاض، گفته از شنیدن این خبر «شدیداً اندوهگین» شده است.
- نارندرا مودی، رئیس‌جمهوری هند، در صفحه توئیتر خود، ملک عبدالله را «صدایی مهم» توصیف کرده است که بر کشور خود تأثیری عمیق گذاشته است.
- حسن روحانی، رئیس‌جمهوری ایران، طی پیامی، درگذشت وی را تسلیت گفت.[۲۷]
- اکبر هاشمی رفسنجانی، رئیس مجمع تشخیص مصلحت نظام ایران نیز در پیامی خطاب به ملک سلمان بن عبدالعزیز آل سعود، جانشین ایشان، درگذشت ملک عبدالله را تسلیت گفت و از خدا رحمت واسعه و برای خانواده و خاندان آل سعود صبر و اجر مسئلت کرد.[۲۸]
- استیون هارپر، نخست‌وزیر کانادا، نیز او را «مدافع قوی صلح» نامیده است.[۲۹]
- محمد اشرف غنی احمدزی ریس جمهور افغانستان برای شرکت در تشییع جنازه وی به عربستان سفر نمود.
- محمود احمدی‌نژاد رئیس‌جمهور اسبق ایران نیز در پیامی مرگ او را تسلیت گفت و مرگ او را مشکوک خواند.